# Club jazz
Club jazz är ett radioprogram i Sveriges Radio P2 vilket sänds från Stockholm på fredagar mellan 22.00 och 24.00. Programmet innehåller nya liveinspelningar från de svenska jazzscenerna och musikerintervjuer. Namnet "Club jazz" är taget från ett program som sändes i Sveriges Radio under 1960- och 1970-talen. Programledare är journalisten Pierre Martin.